# Eudald Mas i Duran
Eudald Mas i Duran   (Barcelona, segle XVII (>1650) - 1732) fou un militar català, tinent coronel del regiment de Santa Eulàlia, que va participar en diversos combats clau durant l'assalt final a Barcelona l'11 de setembre del 1714.

## Biografia
Ca néixer a Barcelona durant la segona meitat del segle xvii, fill de Josep Mas i Duran, burgès honrat de Perpinyà, i de Raimunda d'Ardena. El seu pare va ésser un austriacista compromès. Es conserva correspondència seua sobre el transcurs de la guerra enviada als consellers de la ciutat de Manresa.
Va fer carrera militar i l'any 1711 era capità d'una de les companyies del regiment de la Diputació de Catalunya. Va lluitar en la defensa del castell de Cardona durant el setge borbònic de l'hivern del 1711. Pel juliol del 1713 va ésser nomenat sergent major del regiment d'infanteria de Santa Eulàlia i va lluitar en la defensa de Barcelona durant el setge borbònic de 1713-1714. Avançat el setge, per renúncia del tinent coronel Francesc Cortada, n'ocupà la seua plaça. Pel maig del 1714 va ser destinat pel comandant general Villarroel, juntament amb un cos de granaders, fusellers i infanteria, a assaltar les casetes que les tropes borbòniques havien instal·lat prop de la Verge del Port. El 15 de juliol comandà un contingent de 200 infants, 200 fusellers i 50 cavalls desmuntats a ocupar el fossar del baluard de Sant Pere fins al baluard de Llevant. El 27 de juliol va dirigir un destacament d'infanteria a netejar les runes de la bretxa reial que havien fet els borbònics. Tres dies després, al capdavant de 250 combatents, ocupà el fossar del baluard de Santa Clara, que reforçà durant l'atac borbònic del 12 d'agost.
L'11 de setembre va formar part de les tropes del conseller en cap Rafael Casanova al terraplè de la muralla del monestir de Jonqueres i va lluitar per desallotjar les tropes borbòniques del baluard de Sant Pere fins a recuperar-lo. Hores més tard era ferit en la lluita ferotge que tenia lloc al voltant del barri de la Ribera.
Perduda la guerra, el tinent coronel Mas i Duran va ésser arrestat el 22 de setembre juntament amb els altres militars responsables de la defensa de Barcelona, traslladat al castell d'Alacant i, des d'allà, destinat a les presons del castell de San Antón de la Corunya, juntament amb altres destacats militars com el tinent mariscal Antoni de Villarroel, el general Miquel de Ramon i el coronel Antonio del Castillo y Chirino. Després del Tractat de Pau de Viena del 1725 va ésser alliberat i s'exilià a Viena, on l'octubre del 1727 va ser nomenat coronel de l'exèrcit imperial de Carles VI. El 15 d'octubre del 1727 Carles III li concedí una pensió de 305 florins mensuals. Va morir a Viena l'any 1732 i va ésser enterrat a la catedral de Sant Esteve|.
El seu germà Francesc Mas i Duran va ésser capità de granaders a Vic l'any 1708 i capità del cinquè batalló de la Coronela de Barcelona durant el setge borbònic de 1713-1714 i coadjutor del mestre racional del rei Carles III. Va ésser ferit en combat el 26 de juliol de 1711 i mort a la batalla final de l'11 de setembre al convent de Sant Pere de les Puel·les, pocs dies després d'haver fet testament.